# Laguna Chichoy
Laguna Chichoy är en periodisk sjö i Guatemala.   Den ligger i departementet Departamento de Chimaltenango, i den sydvästra delen av landet, 60 km väster om huvudstaden Guatemala City. Laguna Chichoy ligger 2 628 meter över havet. I omgivningarna runt Laguna Chichoy växer huvudsakligen savannskog.